# Џон Маклохлин
Џон Маклохлин (енгл. John McLaughlin), р. 4. јануар 1942, Донкастер, Енглеска) је енглески џез гитариста.
Часопис Ролинг стоун га је 2003. уврстио на 49. место своје листе „100 највећих гитариста свих времена“. Свира различите музичке жанрове, као џез, џез фузију, индијску класичну музику и фламенко.
Каријеру започиње у Енглеској, а 1969. се сели у САД и свира са Мајлсом Дејвисом на албумима који су промовисали џез фузију. Потом оснива групу Махавишну оркестра (1970-76 и 1984-86) који је постала позната по интерпретацији џез-фузије. Свирао је и са музичарима као што су (Лари Коријел, Вејн Шортер, Ролингстонси, Карлос Сантана. Основао је и још неколико група: Шакти, са индијским музичарима, која је изводила комбинацију индијске музике и џеза те Гитарски трио са Паком де Лусијом и Ларијем Коријелом (касније замењен са Алом Ди Меолом).